# دجوني نوفاك
دجوني نوفاك (بالسلوفينية: Džoni Novak)‏ (مواليد 4 سبتمبر 1969) هو لاعب كرة قدم. يلعب مع منتخب سلوفينيا لكرة القدم. سبق له أن لعب في كأس العالم لكرة القدم مع منتخب بلاده.

## مسيرته الكروية
لعب دجوني نوفاك خلال مسيرته الاحترافية مع 7 أندية في خمسة عشر موسمًا وسجل خلالها 28 هدفًا ضمن 291 مباراة. حيث فاز في موسمين بالكأس وفي ثلاثة مواسم بالدوري.
خاض دجوني نوفاك مسيرته مع نادي أولمبيا ليوبليانا في موسم 1988–89 في المرة الأولى ولمدة موسمين ثم في موسم 1993–94 واستمر معه طيلة ثلاثة مواسم، مشاركًا طوالها في 121 مباراة سجل خلالها 14 هدفًا. ثم انتقل إلى نادي بارتيزان في موسم 1990–91 ولمدة موسمين، حيث شارك في 20 مباراة سجل خلالها 9 أهداف. لينتقل بعدها إلى نادي فنربخشة في موسم 1992–93 لمدة موسم واحد، مشاركًا في 29 مباراة سجل خلالها 4 أهداف. ثم انتقل إلى نادي لوهافر في موسم 1996–97 واستمر معه طيلة ثلاثة مواسم، مشاركًا في 68 مباراة ولم يسجل أي هدف. هذا وانتقل لاحقًا إلى نادي سيدان في موسم 1999–00 لمدة موسم واحد، مشاركًا في 11 مباراة ولم يسجل أي هدف أيضًا. ثم انتقل بعدها إلى نادي أونترهاخينغ في موسم 2000–01 ولمدة موسمين، مشاركًا في 37 مباراة سجل خلالها هدفًا واحدًا. ليعود وينتقل من جديد، لكن هذه المرة إلى نادي أولمبياكوس في موسم 2002–03 لمدة موسم واحد، مشاركًا في 5 مباريات ولم يسجل أي هدف.

## روابط خارجية
- دجوني نوفاك على موقع الاتحاد الدولي (مؤرشف)  (الإنجليزية)
- دجوني نوفاك على موقع اتحاد تركيا (لاعب) (الإنجليزية)
- دجوني نوفاك على موقع قاعدة بيانات كرة القدم.إي يو (الإنجليزية)
- دجوني نوفاك على موقع بيانات كرة القدم. دي إي (الألمانية)
- دجوني نوفاك على موقع ناشيونال فوتبول تيمز (الإنجليزية)
- دجوني نوفاك على موقع Soccerway.com (الإنجليزية)
- دجوني نوفاك على موقع عالم كرة القدم.نت (الإنجليزية)